# Challenger de Chicago
El Chicago Challenger es un torneo profesional de tenis. Pertenece al ATP Challenger Series y a la WTA 125s. Se juega desde el año 2018 sobre pistas de dura, en Chicago, Estados Unidos.

## Palmarés

### Individual masculino
| Año  | Campeón       | Finalista     | Resultado |
| ---- | ------------- | ------------- | --------- |
| 2018 | Denis Istomin | Reilly Opelka | 6-4, 6-2  |

### Individual femenino
| Año       | Campeona     | Finalista     | Resultado     |
| --------- | ------------ | ------------- | ------------- |
| 2018      | Petra Martić | Mona Barthel  | 6-4, 6-1      |
| 2019-2020 | No Celebrado | No Celebrado  | No Celebrado  |
| 2021      | Clara Tauson | Emma Raducanu | 6-1, 2-6, 6-4 |

### Dobles masculino
| Año  | Campeones                   | Finalistas                             | Resultado |
| ---- | --------------------------- | -------------------------------------- | --------- |
| 2018 | Luke Bambridge Neal Skupski | Leander Paes Miguel Ángel Reyes-Varela | 6-3, 6-4  |

### Dobles femenino
| Año       | Campeonas                      | Finalistas                  | Resultado    |
| --------- | ------------------------------ | --------------------------- | ------------ |
| 2018      | Mona Barthel Kristýna Plíšková | Asia Muhammad María Sánchez | 6-3, 6-2     |
| 2019-2020 | No Celebrado                   | No Celebrado                | No Celebrado |
| 2021      | Eri Hozumi Peangtarn Plipuech  | Mona Barthel Yu-chieh Hsieh | 7-5, 6-2     |